# ゴンサロ・ガルシア
ゴンサロ（Gonzalo）こと、ゴンサロ・マヌエル・ガルシア・ガルシア（Gonzalo Manuel García García, 1983年10月13日 - ）は、ウルグアイ・モンテビデオ出身の元サッカー選手、現サッカー指導者。現役時代のポジションは攻撃的ミッドフィールダー。

## 経歴
ウルグアイの首都モンテビデオに生まれ、祖父がガリシア州出身だった関係で14歳の時にスペインに移住。U-17スペイン代表に招集され、アンドレス・イニエスタ、ホセ・アントニオ・レジェス、フェルナンド・トーレスらとともにプレーした。レアル・マドリードの下部組織出身であるが、レアル・マドリードCからトップチームに昇格することはできず、セグンダ・ディビシオンB（3部）のADアルコルコン、メリダUD、CFパレンシアなどでプレーした。
2005年にオランダに渡り、エールステ・ディヴィジ（2部）のAGOVVアペルドールンと契約。2005-06シーズンにはスタンリー・メンゾ監督の下で得点王争いをする活躍を見せた。2006年にはエールディヴィジ（1部）のSCヘーレンフェーンに移籍したが公式戦デビューはシーズン後半となる2007年2月10日のフィテッセ戦で、出場機会に恵まれなかった。2007-08シーズンはヘラクレス・アルメロにレンタル移籍し、2部降格の回避に貢献した。
2008年夏、FCフローニンゲンと4年契約を結んだ。2008-09シーズンはレギュラーとして28試合に出場して4得点したが、2009-10シーズンの出場機会は稀で、主にリザーブチームでプレーしていたが、2010年1月8日、PFC CSKAモスクワに移籍した本田圭佑の後釜を探していたVVVフェンローにシーズン終了までの契約でレンタル移籍した。
2011年夏、キプロス・ファーストディビジョンのAEKラルナカに移籍。UEFAヨーロッパリーグ予選プレーオフのフロリアーナFC戦では8-0と大勝した試合でハットトリックを決めた。
2015-16シーズン限りでアノルトシス・ファマグスタを退団。2016年11月11日、セグンダ・ディビシオンBのSDコンポステラに加入することが発表された。シーズン終了を以て現役を引退し、ジョン・ラメルスが新監督に就任するエスビャウfBのアシスタントコーチに招聘された。

## タイトル
マッカビ・テルアヴィヴ
- イスラエル・プレミアリーグ : 2012-13